# Keiji Yamada
Keiji Yamada (山田 啓二, Yamada Keiji), né le 9 avril 1954 à Sumoto dans la préfecture de Hyōgo, est un homme politique japonais. Il est gouverneur de la préfecture de Kyoto de 2002 à 2018.

## Biographie
Diplômé de l’université de Tokyo en 1977, il travaille au ministère des Affaires intérieures, il devient ensuite vice-gouverneur de la préfecture de Kyoto en 2001 avant d’être élu gouverneur en 2002, puis réélu en 2006, en 2010 et enfin pour un quatrième mandat en 2014.